# 1944 у кіно

## Події
- Відбулась 1-ша церемонія вручення премії «Золотий глобус».

## Фільми
- Газове світло
- Подвійна страховка
- Рятувальний човен
- Між двома світами
- Ааіна

## Персоналії

### Народилися
- 1 січня — Елой де ла Іглесіа, іспанський кінорежисер і сценарист.
- 12 січня — Подубинський Андрій Миронович, радянський і український актор театру та кіно.
- 17 січня — Франсуаза Арді, французька акторка та співачка.
- 20 січня — Олійник Микола Дмитрович, радянський, український актор.
- 21 січня — Нахапетов Родіон Рафаїлович, радянський російський актор, кінорежисер.
- 13 лютого — Стокард Ченнінґ, американська акторка театру, кіно і телебачення.
- 21 лютого — Кітті Вінн, американська акторка.
- 22 лютого — Джонатан Деммі, американський кінорежисер, продюсер та сценарист (пом. 2017).
- 23 лютого — Олег Янковський, радянський і російський актор театру і кіно, режисер, народний артист СРСР.
- 29 лютого — Хочинський Олександр Юрійович, радянський і російський артист театру і кіно, бард.
- 15 березня — Жак Дуайон, французький кінорежисер, сценарист, продюсер та актор.
- 18 березня — Бессараб Валерій Олександрович, український актор театру та кіно.
- 5 травня — Денисов Олександр Петрович, білоруський актор театру та кіно.
- 14 травня — Джордж Лукас, американський кінорежисер, сценарист та продюсер.
- 28 травня — Жан-П'єр Лео, французький актор.
- 29 травня — Маслов-Лисичкін Олег Георгійович, радянський, український кінооператор.
- 10 червня — Валентин Смирнитський, радянський актор кіно.
- 16 червня — Яцкіна Галина Іванівна, радянська і російська акторка театру і кіно.
- 30 червня — Гришокіна Валентина Павлівна, українська акторка кіно та дубляжу.
- 3 липня — Тєнякова Наталія Максимівна, радянська і російська акторка театру, кіно, озвучування і дубляжу.
- 13 липня — Клюєв Борис Володимирович, російський актор театру та кіно.
- 25 липня — Мухін Олександр Васильович, радянський і український кінооператор, художник, скульптор, письменник.
- 31 липня — Джеральдіна Чаплін, англійська акторка, донька Чарлі Чапліна.
- 3 серпня — Руднєв Борис Вікторович, радянський і російський актор театру і кіно.
- 7 серпня — Джон Гловер, американський актор.
- 8 серпня — Каморний Юрій Юрійович, російський актор.
- 25 серпня — Сергій Олександрович Соловйов, радянський і російський кінорежисер, сценарист, кінопродюсер, педагог.
- 26 серпня — Зелінська Віра Євгенівна, радянська і російська художниця-постановниця, художниця по костюмах, дизайнерка.
- 3 вересня — Сморчков Борис Федорович, радянський і російський актор театру і кіно.
- 6 вересня — Свузі Керц, американська акторка театру, кіно та телебачення.
- 13 вересня — Жаклін Біссет, британська акторка.
- 30 вересня — Ткач Тетяна Дмитрівна, радянська і російська акторка.
- 5 жовтня — Михайлов Олександр Якович, російський актор.
- 14 жовтня — Спиридонов Вадим Семенович, радянський актор, кінорежисер.
- 27 жовтня — Караченцов Микола Петрович, радянський і російський актор.
- 31 жовтня — Рязанова Раїса Іванівна, радянська і російська акторка театру і кіно.
- 15 грудня — Старикова Світлана Іванівна, радянська і російська акторка кіно та дубляжу.

### Померли
- 11 січня — Чарльз Кінг, американський актор.
- 23 січня — Гусєв Віктор Михайлович російський радянський поет і перекладач, драматург, сценарист.
- 8 квітня — Марія Бард, німецька акторка кіно.
- 17 серпня — Роберт Фрейзер, американський актор.
- 2 вересня — Жорж Мельхіор, французький актор (нар. 1889).